# Patrick J. Don Vito
Patrick J. Don Vito é um montador especialista em efeitos visuais americano. Como reconhecimento,foi nomeado ao Óscar 2019 na categoria de Melhor Edição por Green Book.